# Carlos Fariñas
Carlos Fariñas Cantero (Cienfuegos, 28 de noviembre de 1934 - La Habana, 14 de julio de 2002) fue un compositor de música clásica de Cuba.
Fue una de las figuras más representativas de la música cubana del siglo XX. Recibió sus primeras orientaciones musicales en el seno familiar. Luego se trasladó a La Habana donde fue discípulo de los maestros José Ardévol, Harold Gramatges y Enrique González Mántici. En 1956 asistió a los cursos impartidos por Aaron Copland en el Centro Musical Berkshire en Tanglewood, Estados Unidos. Entre 1961 y 1963 estudió en el conservatorio Tchaikovsky de Moscú. Fue una de las principales figuras de la vanguardia cubana de la década de 1960 junto con Juan Blanco (compositor) y Leo Brouwer.
Compuso obras para prácticamente todos los géneros y formatos de la música contemporánea actual, desde los tradicionales acústicos (dúos, tríos, orquestas de cámara y sinfónica) hasta la música electroacústica y por computadora de la que fue un notable creador y pedagogo, habiendo creado en 1989 el Estudio de Música Electroacústica y por Computadora del Instituto Superior de Arte (ISA) de La Habana, Cuba.
Fue un músico incansable, que trabajó hasta los últimos días de su vida. Dejó un legado que ha influido notablemente en las posteriores generaciones de compositores de su país.

## Selección de algunas obras
- Muros, rejas y vitrales para orquesta
- Atanos y Tres sones sencillos para piano
- Canción Triste para guitarra sola
- Oda a Camilo
- Despertar (ballet)
- Sonata para violín y violonchelo
- Cuartetos de cuerda
- Tientos (Premio de la Bienal de Jóvenes Compositores de París, 1970)
- Diálogos
- Relieves
- Hecho historia (ballet)
- In Rerum Natura
- El Bosque ha echado a andar
- Punto y tonadas, para orquesta de cuerdas